# Milbeaut
A Fujitsu Milbeaut kép- és videoprocesszorok nem mások, mint egylapkás rendszerekbe épített multiprocesszoros médiaprocesszorok.
A 2000-ben indult M-1-es sorozattal kezdődően mindegyik (2013-ban jelent meg a 7.) generáció több különböző változattal is rendelkezett, a beépített modulokat és a processzormagok számát és az alkalmazási területet tekintve. Felhasználási köre igen széles, ezeket az egységeket mobiltelefonokban, kompakt digitális fényképezőgépekben, MILC és DSLR típusú gépekben – például Leica M és Leica S2 kamerákban, Nikon DSLR-ekben (lásd: Nikon EXPEED), egyes Pentax K-mount kamerákban és a Sigma True-II kompakt kamera processzoraként is alkalmazzák.

## Technológia
Az egységek több FR-V processzormagot tartalmaznak, a különálló egyedi processzormagok önmagukban is képesek több, a kép- és videofeldolgozásban előforduló feladat párhuzamos számítására. A processzorok mellett sok különböző, a tárolás és megjelenítés céljaira szolgáló interfész és más egyéb feladatokat végző modul van beépítve, emellett egy digitális jelprocesszor (DSP) is növeli a szimultán végezhető számítások számát.
Egy lapkára integrált 32 bites Fujitsu FR mikrovezérlő (a 2011-es 6. generációban vezették be a kétmagos ARM architektúrát) kezdeményezi és vezérli a processzorok, modulok és interfészek működését és a közöttük folyó adatátvitelt, erre úgy tekinthetünk, mint a kamera fő vezérlőegységére. A Milbeaut processzort alkalmazásspecifikus integrált áramkör (ASIC) vagy alkalmazásspecifikus standard termék (ASSP) komponensként is forgalomba hozzák.
A 7. generációs processzorokat 55 nm-es kis fogyasztású folyamattal gyártják (SuVolta), ezekbe ARM Cortex-A5 mikrovezérlőt építenek.
A processzor ARM Cortex-A5MP-vel szerelt változatának maximális képfeldolgozási teljesítménye 12 fps 24 megapixeles képekkel.

## Fordítás
Ez a szócikk részben vagy egészben  a   Milbeaut című angol Wikipédia-szócikk ezen változatának fordításán alapul.  Az eredeti cikk szerkesztőit annak laptörténete sorolja fel. Ez a jelzés csupán a megfogalmazás eredetét és a szerzői jogokat jelzi, nem szolgál a cikkben szereplő információk forrásmegjelöléseként.